# Родопский бульвар
Родопский бульвар — городской парк Махачкалы, расположен в приморской зоне на территории Советского района, проходит от улицы Тихонова до улицы Максима Горького вдоль полотна железной дороги.
Излюбленное место отдыха горожан и гостей столицы, достопримечательность Махачкалы
Название бульвару дано по горному массиву Родопы в Болгарии, в честь дружбы народов Дагестана и Болгарии: болгарские строители принимали участие в восстановлении города после разрушительного землетрясения 1970 года.
На территории бульвара высажены деревья, устроены цветочные клумбы, установлены скамейки, к бульвару выходит летняя площадка филармонии, имеются аттракционы, кафе и предприятия торговли, детская площадка и т. п.
Бульвар является частью садово-парковой зоны Махачкалы, расположенной вдоль береговой линии, что иногда приводит к путанице названий.

## История
Устроен на месте бывшей Базарной площади. Современное название с 1964 года.
До 1928 г. на Базарной площади располагалась Свято-Никольская церковь, после сноса на её месте построен Аварский музыкально-драматический театр имени Гамзата Цадасы.
Принято решение о сооружении на Родопском бульваре первого в России памятника в честь совершившего второе кругосветное путешествие на яхте жителя Махачкалы Евгения Гвоздёва.

## Достопримечательности
Памятник Хаппалаеву.
Бюст А.Аджиева